# Giselbert (Waldsassen)
Giselbert war Abt des Klosters Waldsassen von 1267 bis 1270.
Giselbert war Mönch der Zisterzienser im Waldsassen, als er zum Abt von Osek berufen wurde. Später war er Abt des Klosters Waldsassen und Kamp.